# Blepharhymenus aemulus
Blepharhymenus aemulus är en skalbaggsart som först beskrevs av Thomas Casey 1911.  Blepharhymenus aemulus ingår i släktet Blepharhymenus och familjen kortvingar. Inga underarter finns listade i Catalogue of Life.